# Makedonski jezik
Makedonski jezik (ISO 639-3: mkd), jedan je od slavenskih jezika i službeni jezik Sjeverne Makedonije još od 1944.
 godine. Makedonsko je pismo ćirilica. Govori ga oko 2 113 170 ljudi, poglavito u Makedoniji (1 390 000; 1986.) i nadalje, prema neslužbenim podacima: Albanija (150 000), Bugarska (150 000), Grčka (250 000; Boskov, 2007.).

## Povijest
Slaveni su naseljavali Balkan, jedan dio je zaposjeo i najjužniji dio Balkana, pokoravajući starosjedioce, nametnuli su svoje običaje i jezik, no pri tome su prihvatili razvijenije proizvodne djelatnosti, zemljoradnju i uzgoj stoke.
Primajući kršćanstvo Slaveni u Makedoniji teško su se odricali od poganske vjere, a da se umanji otpor i odbijanje kršćanske vjere, kršćanski velikodostojnici su preveli Bibliju na jezik kojim se služili Slaveni, a da i pismo bude bliže Slavenima oni su angažirali sv. Ćirila i Metoda koji su već primili kršćanstvo i bili vrlo učeni jer su izučili najviše crkvene škole, no i škole svjetovne sfere. Ćiril i Metod su sastavili azbuku, pismo, preveli su Bibliju i crkvene knjige. Glagoljično pismo je prvo slavensko pismo. Ćiril i Metod su poslani u Moravsku da propovijedaju kršćanstvo i da time umanje napade svećenika iz zapadne crkve. Oni su sa sobom poveli i jedan dio svojih učenika, a u Moravskoj su podučili velik broj mladih. Po propasti misije Ćirila i Metoda njihovi učenici su se raširili po mnogim prostorima na istoku, jugu i produžili učenje i prosvjećivanje. Kliment i Naum došli su u Ohridu su prosvjećivali tamošnji puk, no i učenike koji su dolazili iz drugih dijelova srednjovjekovne Bugarske i drugih prostora.
Kliment je napisao novu azbuku Kirilku, odnosno ćirilicu koja se i dan danas primjenjuje u mnogim državama gdje je osnovna religija pravoslavna ili ortodoksna. Oni su u Ohridu osnovali prvi Sveslavensko sveučilište na kojem je studiralo oko 3000 studenata, crkvene knjige koje su u Ohridu pisane mogu se naći u svim pravoslavnim bibliotekama, te knjige su bile pisane ćirilicom i bile su baza pravoslavnom kršćanstvu. Kliment i Naum su osnovali i podigli mnogo crkava i manastira, u Ohridu Kliment je podigao katedralu na Plaošniku, a Naum je podigao manastir na najljepšem dijelu Ohridskog jezera, na prostoru gdje su izvori Ohridskog jezera. Po smrti Klimenta i Nauma oni su od naroda proglašeni za svece, sv. Kliment Ohridski – patron Ohrida i patron današnjih Makedonaca i Bugara, sv. Naum Ohridski Čudotvorac, svetac koji je imao iscjeliteljsku moć.
Velik broj riječi makedonskog jezika je istovjetan s riječima drugih slavenskih naroda. Makedonski jezik se oformio kao književni jezik tek u vremenu 1944. – 1945. godine.

## Azbuka
Makedonska ćirilica je službeno pismo na teritoriji Makedonije. Sastoji se od 31 slova.
Suvremena makedonska azbuka temelji se na ćirilici Krste Petkova Misirkova iz 1903. godine.
| Velika slova |   |   |   |   |   |   |   |   |    |   |   |   |   |    |   |   |    |   |   |   |   |   |   |   |   |   |   |   |    |   |
| А            | Б | В | Г | Д | Ѓ | Е | Ж | З | Ѕ  | И | Ј | К | Л | Љ  | М | Н | Њ  | О | П | Р | С | Т | Ќ | У | Ф | Х | Ц | Ч | Џ  | Ш |
| Mala slova   |   |   |   |   |   |   |   |   |    |   |   |   |   |    |   |   |    |   |   |   |   |   |   |   |   |   |   |   |    |   |
| а            | б | в | г | д | ѓ | е | ж | з | ѕ  | и | ј | к | л | љ  | м | н | њ  | о | п | р | с | т | ќ | у | ф | х | ц | ч | џ  | ш |
| Hrvatski     |   |   |   |   |   |   |   |   |    |   |   |   |   |    |   |   |    |   |   |   |   |   |   |   |   |   |   |   |    |   |
| a            | b | v | g | d | đ | e | ž | z | dz | i | j | k | l | lj | m | n | nj | o | p | r | s | t | ć | u | f | h | c | č | dž | š |

## Osobine
Makedonski jezik je južnoslavenski jezik. Zbog toga posjeduje zajedničke osobine i s ostalim slavenskim jezicima, prije svega sa srpskim, bosanskim, hrvatskim i bugarskim jezikom. I pored toga, makedonski ima neke osobine koje se ne mogu naći kod ostalih slavenskih jezika, kao što su:
- gubljenje padeža – umjesto padeža makedonski jezik rabi sustav prijedlogâ i članova koji vrše padežne funkcije; pr: Čovjek čita knjigu > Čovekot ja čita knigata.

- naglasak na trećem slogu – naglasak u makedonskom jeziku uvijek pada na trećem slogu s kraja, osim nekih stranih riječi; pla'nina

- dvojni objekt; nego go vidov (njega sam vidio)

- trojni član – postoje tri vida člana, određeni član, član za blizinu i član za udaljenosti.

- tvorba prošlog vremena pomoćnim glagolom 'imati'

- tvorba prošlog vremena pomoćnim glagol 'sum' i glagolskim pridjevom

- prošlo-buduće vrijeme

Vrste riječi:
- promjenljive:
- nepromjenljive:

Rod: muški, ženski i srednji 
Broj: jednina i množina
Glagolska stanja: 
Participi: 
Pomoćni glagoli: sum i ima
Glagoli po vidu: 
Načini: 
Vremena: 

## Narječja
Sjeverno narječje
- zapadna skupina:

1. dolnopološki dijalekt
2. skopsko-crnogorski dijalekt
3. goranski dijalekt

- Istočna grupa:

1. kumanovski dijalekt
2. kratovski dijalekt
3. krivopalanečki dijalekt
4. ovčepoljski dijalekt

Zapadno narječje:
- središnja skupina:

1. prilepsko-bitoljski dijalekt[6]
2. kičevsko-porečki dijalekt[7]
3. skopsko-veleški dijalekt

- zapadna i sjeverozapadna skupina:

1. gornopološki dijalekt
2. rekanski dijalekt
3. galički dijalekt[8]
4. debarski dijalekt
5. drimkolsko-golobrdski dijalekt
6. vevčansko-radoški dijalekt[9]
7. struški dijalekt
8. ohridski dijalekt
9. gornoprespanski dijalekt
10. dolnoprespanski dijalekt

Istočno i južno narječje
- istočna skupina:

1. tikveško-mariovski dijalekt
2. štipsko-kočanski dijalekt
3. strumički dijalekt
4. maleševsko-pirinski dijalekt[10]

- jugozapadna skupina[11]:

1. nestramsko-kostenarski dijalekt
2. korčanski dijalekt
3. kosturski dijalekt

- Jugoistočna skupina:

1. solunsko-vodenski dijalekt[12]
2. sersko-dramski-lagadinski-nevrokopski dijalekt[12]

## Vanjske poveznice
- Prof. Željko Ciglar Hrvatski u Makedoniji, hrvatsko-makedonska čitanka u pdf formatu, ur. Ljudmil Spasov i Željko Ciglar
- Ethnologue (14th)
- Ethnologue (15th)
- mk.wikipedia.org Wikipedija na makedonskom jeziku
- Ethnologue report for Macedonian
- Nature of Standard Macedonian language by Mladen Srbinovski  Arhivirana inačica izvorne stranice od 29. ožujka 2007. (Wayback Machine)
- The Macedonian nationality  Arhivirana inačica izvorne stranice od 14. svibnja 2011. (Wayback Machine)
- 1920 US Census, Instructions to Enumerators, where Macedonian is listed as a principal foreign language
- Digital Dictionary of the Macedonian Language
- Macedonian - English, Greek, Albanian, German, French, Italian translator
- A grammar of Macedonian by Victor Friedman
- Macedonian — English, Greek, Albanian, German, French, Italian translator
- BBC Education — Languages: Macedonian, Makedonski
- The Macedonian Language
- Macedonian — English Dictionary
- Reading and Pronouncing Macedonian: An Interactive Tutorial  Arhivirana inačica izvorne stranice od 12. siječnja 2006. (Wayback Machine)
- UCLA Language materials project  Arhivirana inačica izvorne stranice od 2. rujna 2006. (Wayback Machine)
- Krste Misirkov — On Macedonian Matters, 1903 year (Complete text of the book)  Arhivirana inačica izvorne stranice od 20. prosinca 2014. (Wayback Machine)
- Learn Macedonian
- Funky Macedonian - Get the gists of macedonian  Arhivirana inačica izvorne stranice od 16. kolovoza 2009. (Wayback Machine)